# Syrmatia aethiops
Syrmatia aethiops är en fjärilsart som beskrevs av Otto Staudinger och George Schatz 1888. Syrmatia aethiops ingår i släktet Syrmatia och familjen Riodinidae. Inga underarter finns listade i Catalogue of Life.